# 库尔特·哈姆林
库尔特·羅蘭·哈姆林（瑞典語：Kurt Roland Hamrin，1934年11月19日—2024年2月4日），生于斯德哥尔摩，瑞典男子足球运动员，场上位置是翼锋。他曾代表瑞典参加1958年国际足联世界杯，获得亚军。
2024年2月4日，庫爾特於佛羅倫斯逝世，享年89歲，亦是1958年国际足联世界杯決賽賽事最後一位生存者。

## 榮譽
佛羅倫薩
- 歐洲盃賽冠軍盃冠軍：1960/61年度
- 義大利盃冠軍：1960/61年度，1965/66年度
- 米杜柏盃冠軍：1966年

AC米蘭
- 歐洲冠軍球會盃冠軍：1968/69年度
- 歐洲盃賽冠軍盃冠軍：1967/68年度
- 義甲聯賽冠軍：1967/68年度

瑞典
- 世界盃亞軍：1958年

個人榮譽
- 1954/55年度瑞典足球超級聯賽神射手
- 1960–61年歐洲盃賽冠軍盃神射手
- 2012年名列佛羅倫薩足球俱樂部名人堂